# Florence Lasserre
Pour les articles homonymes, voir Lasserre.
 (février 2022).
Si vous disposez d'ouvrages ou d'articles de référence ou si vous connaissez des sites web de qualité traitant du thème abordé ici, merci de compléter l'article en donnant les références utiles à sa vérifiabilité et en les liant à la section « Notes et références ».
Florence Lasserre, née le 29 juin 1974 à Bayonne, est une femme politique française, membre du MoDem. Elle est élue députée de la cinquième circonscription des Pyrénées-Atlantiques en 2017 et réélue en 2022.

## Parcours professionnel
Elle a grandi dans la ferme familiale à Bidache.
Titulaire d’un baccalauréat scientifique, Florence Lasserre est diplômée de l’école de Commerce de la CCI de Bayonne[réf. nécessaire].
Elle commence sa carrière professionnelle au sein de Groupama en tant que conseiller commercial de 1999 à 2000[réf. nécessaire]. Florence Lasserre est ensuite recrutée chez EDF au service des relations avec les collectivités territoriales jusqu’en 2003. Sa mission s’est poursuivie au centre des relations avec les entreprises clientes, de 2003 à 2011.
En 2011, elle devient attachée parlementaire de son père Jean-Jacques Lasserre, sénateur des Pyrénées-Atlantiques, pour une durée de 9 mois[réf. nécessaire], avec mission de mettre en place son équipe parlementaire.
Fin 2011, elle réintègre EDF SA, où elle est chargée des relations avec les autorités concédantes.

## Parcours politique

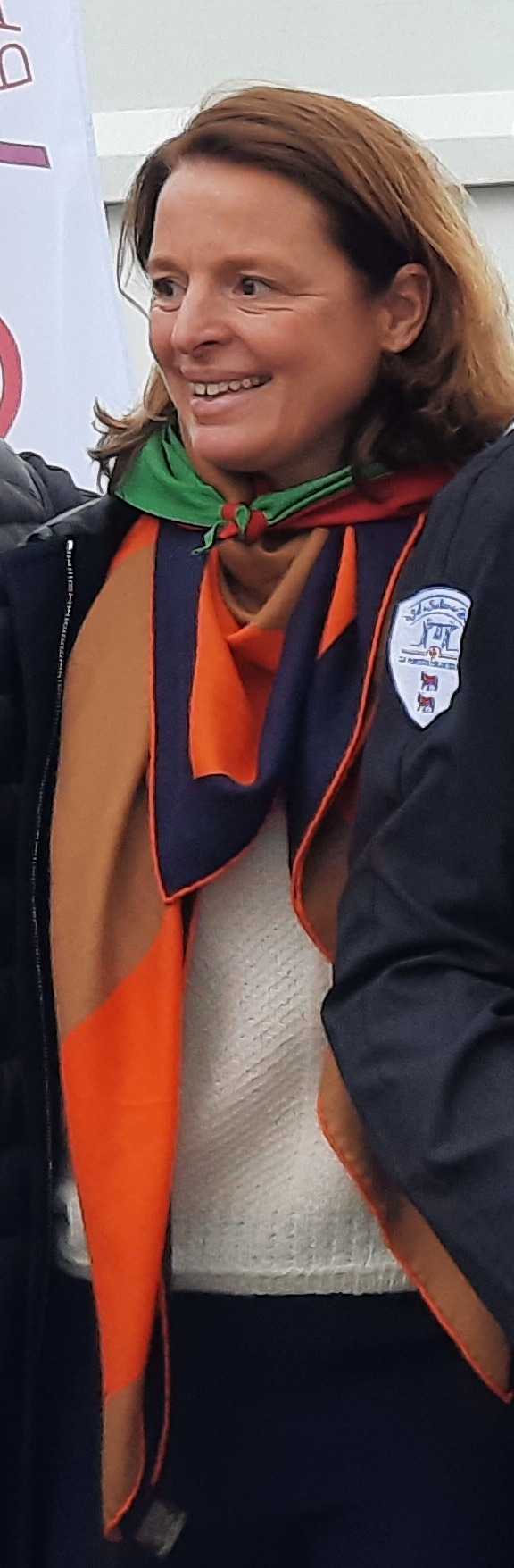
Florence Lasserre lors de la Foire au Jambon de Bayonne (2022).

En 2000, Florence Lasserre adhère à l'Union pour la démocratie française (UDF) puis intègre le bureau des jeunes UDF cinq ans plus tard. Elle est élue présidente des Jeunes UDF pour les Pyrénées-Atlantiques en juin 2007. Florence Lasserre devient présidente des « Jeunes Démocrates 64 » jusqu’en avril 2008, à la suite de la création du Mouvement démocrate (MoDem).
Toujours adhérente du Mouvement démocrate, elle est aujourd’hui membre du bureau départemental et du conseil national du parti.
Florence Lasserre est élue en 2001, en tant que conseillère municipale, sur la liste « Vivons Anglet Naturellement » menée par le maire sortant Robert Villenave (UDF). En mars 2008, elle est élue conseillère municipale d’opposition à la nouvelle majorité municipale PS-PC-Verts de la Ville d’Anglet.
En mars 2014, Florence Lasserre est élue sur la liste « Anglet avec passion » d’union de la droite, du centre et de la société civile menée par Claude Olive (UMP) qui obtient 57,91 % des suffrages exprimés au second tour.
Elle exerce la fonction de 5e adjointe chargée du développement durable. Elle devient également conseillère communautaire déléguée chargée des mobilités douces à la Communauté d’Agglomération Côte Basque-Adour et vice-présidente du syndicat des transports chargée de la délégation de services publics (DSP)[réf. nécessaire].
Lors des élections départementales de 2015, elle est élue conseillère départementale au sein de la majorité, en binôme avec Claude Olive, sur le canton Bayonne-1 (anciennement Anglet-Nord) avec 66,22 % des suffrages exprimés au second tour.
Florence Lasserre est élue députée de la 5e circonscription des Pyrénées-Atlantiques le 18 juin 2017 avec 57,03 %, des suffrages exprimés, sous les couleurs de En Marche et du Mouvement démocrate, après être arrivée en tête au premier tour avec 37,11% des suffrages exprimés. Son suppléant est Philippe Jouvet.
Afin de « se consacrer pleinement à sa mission de députée de la 5e circonscription des Pyrénées-Atlantiques »[réf. nécessaire] et de respecter la loi sur le non-cumul des mandats, Florence Lasserre abandonne ses mandats de conseillère départementale et d’adjointe au maire d’Anglet, mais reste conseillère municipale de sa ville, conseillère communautaire de la communauté d'agglomération du Pays Basque et membre du nouveau syndicat des mobilités Pays Basque-Adour[réf. nécessaire].
Le 15 mars 2020 elle est réélue sur la liste menée par le maire sortant, Claude Olive (LR), qui obtient 67,22 % des suffrages exprimés au premier tour.
Dans le cadre de son mandat de conseillère communautaire de la communauté d'agglomération du Pays Basque, elle vote en décembre 2021 pour le projet de réalisation de la branche entre Bordeaux et Dax de la ligne à grande vitesse (LGV) du Grand Projet Sud-Ouest (GPSO), projet d'un coût estimé entre 3 et 4 milliards d'euros et permettant un gain de trajet de 20 minutes entre Bordeaux et Bayonne[source insuffisante].
Selon l'Observatoire citoyen de l'activité parlementaire, elle figure parmi les 150 députés les moins actifs de la législature 2017-2022 sur les 8 critères suivants : semaines d'activité, présence et interventions en commission, interventions courtes et longues dans l'hémicycle, rapports écrits, propositions de écrites et propositions de loi signées[source insuffisante].
Depuis février 2021, elle est coprésidente du Club des élus pour le vélo et la trottinette.
Le 19 juin 2022, elle est réélue députée de la 5e circonscription des Pyrénées-Atlantiques avec 54,4 % des voix au second tour face à la candidate LFI-NUPES Sandra Pereira-Ostanel,. Son suppléant est Francis Gonzalez (maire du Boucau).
Elle s'engage en 2022 pour la défense de la pratique de la corrida, estimant que la proposition de loi d'Aymeric Caron (LFI-NUPES) visant à l'interdire au nom du bien être animal « s’attaque en vérité à notre patrimoine culturel, à notre identité »,,[source insuffisante].
Au lendemain de la dissolution de l'Assemblée nationale décidée par le président de la République le 9 juin 2024, elle est candidate à sa réélection sous la bannière Ensemble, coalition des partis de la majorité présidentielle. Recueillant 26,63% des voix à l'issue du premier tour du 30 juin 2024, elle se retrouve en ballotage face à la candidate PS-NFP Colette Capdevielle et au candidat RN Serge Rosso. Alors qu'elle avait la possibilité de se maintenir pour le second tour des élections législatives anticipées du 7 juillet 2024, elle décide de retirer sa candidature.